# Kung Fu Mama
Kung Fu Mama (山東老娘, Shan dong lao niang) – hongkoński kryminalny film akcji z 1972 roku, w reżyserii Lung Chien. To drugi film, w którym występował Jimmy Wang Yu.

## Fabuła
Starsza matka jedzie do Szanghaju w poszukiwaniu zaginionych dzieci. Aby zarobić na życie, występuje z wnukami jako artystka uliczna. Odkrywa, że Lin Hie, szef koncesji francuskiej w Szanghaju, zabił jego syna i przetrzymuje jego córkę w niewoli.
Więc chce zabić przywódcę gangu.

## Obsada
- Hsien Chin-Chu: Kung Fu Mama
- Zhang Qingqing: Ma Ai-Chen
- Jimmy Wang Yu: Ma Yung-Chen
- Kang Kai
- Tzu Lan
- Wong Fei-lung: przywództwo gang
- Tang Chin
- Tian Ye
- Jin Dao
- Zhou Gui
- Huang Long
- Shan Mao